# Münchner Haus
La Münchner Haus est un refuge de montagne situé sur la Zugspitze. Il se situe sur le chemin pour le sommet ouest de la Zugspitze à une altitude de 2 959 mètres. C'est le plus haut refuge d'Allemagne. Il est géré par la troisième génération de Hansjörg Barth, dont la famille détient la gestion depuis 1925.

## Chemins d'accès

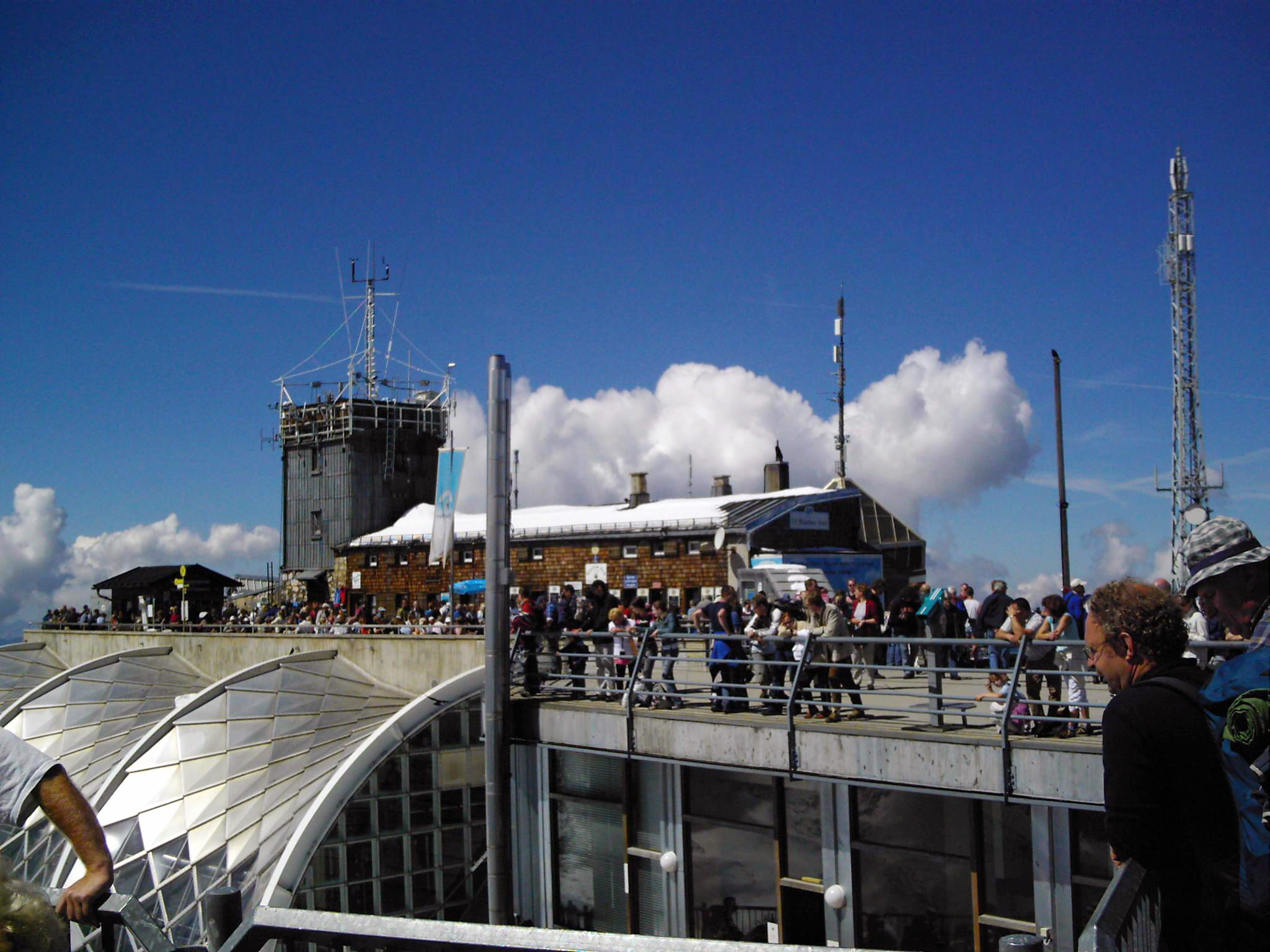
Vue du refuge entouré par les plateformes d'observation des téléphériques.

On peut accéder au refuge par le chemin de fer à crémaillère via le plateau de la Zugspitze, l'Eibsee ou Ehrwald en Autriche. À pied, on suit les chemins habituels de la Zugspitze.
En raison de sa proximité du sommet, les circuits de randonnée sont courts depuis le refuge. Pour les grimpeurs ambitieux, le Jubiläumsgrat (de), entre la Zugspitze et l'Alpspitze, est une montée intéressante.

## Services
Il est généralement l'occasion de prendre une douche. Pour 4 euros, on a droit à 30 litres d'eau chaude ou froide.
Une réservation pour dormir n'est pas possible le week-end et nécessaire la semaine. Les places sont attribuées à chaque heure à partir de 15 heures.
Depuis début 2012, le Münchner Haus bénéficie d'une centrale solaire photovoltaïque.
Il y a aussi une boîte aux lettres qui est la plus haute d'Allemagne.

## Histoire

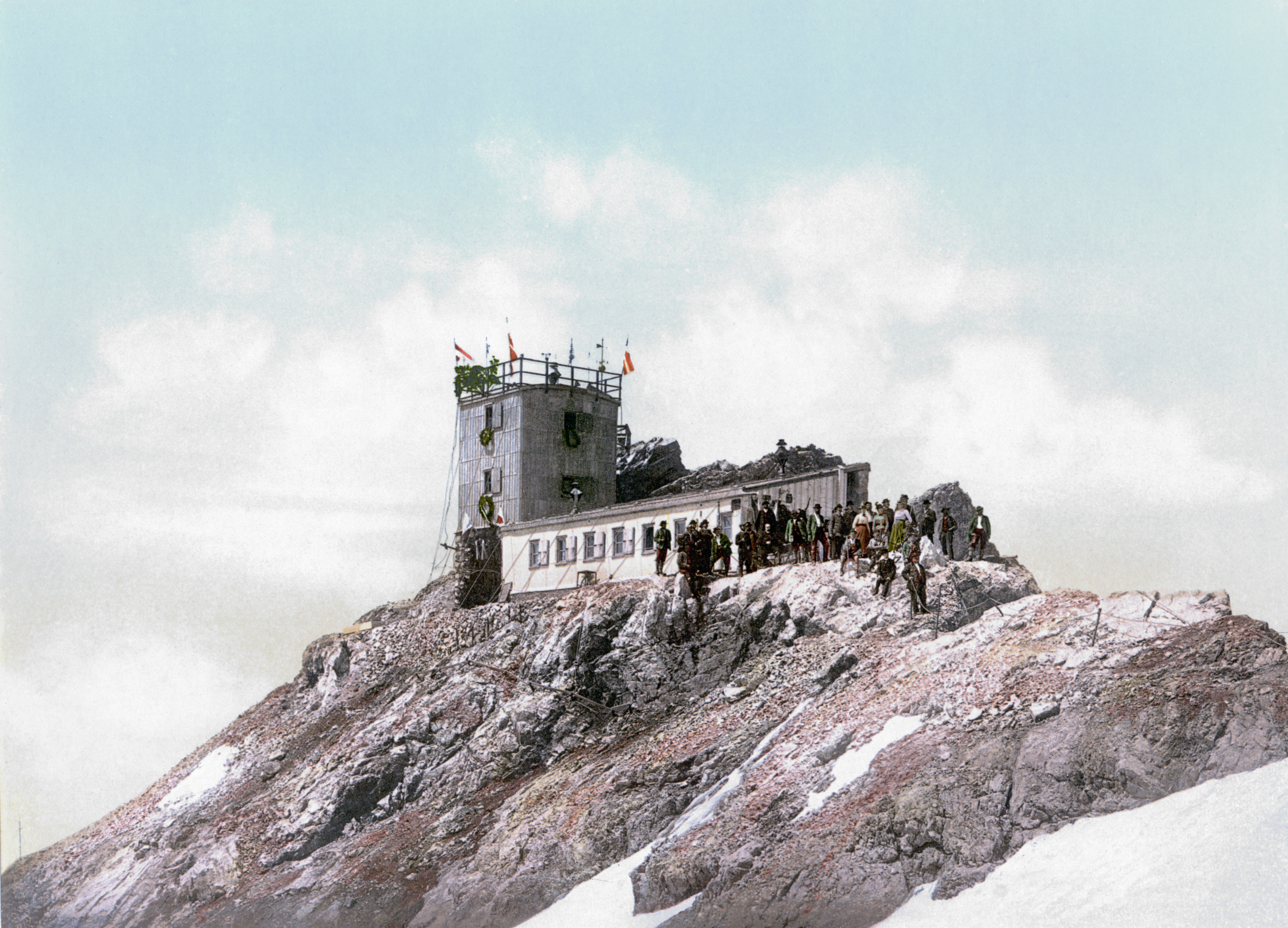
Inauguration de la station météorologique en 1900

La première pierre du refuge est posée en 1894. Sa construction est controversée et amène à la création d'une section bavaroise au sein de la Deutscher Alpenverein. Le refuge ouvre le 19 septembre 1897. La station météorologique s'installe le 19 juillet 1900. En 1901, Josef Enzensperger est le premier à passer l'hiver comme observateur dans la station météorologique. 